# 王韶之
王韶之 （380年—435年），字休泰，琅邪臨沂（今山東臨沂）人。東晉荊州刺史王廙的曾孫。中國東晉及南朝宋官員，曾經參與修撰晉代歷史，曾經奉劉裕命殺害晉安帝。入宋後在吳興郡任太守。

## 生平
王韶之家境貧寒，但喜歡讀史籍，博學多聞。起初當衞將軍謝琰的行參軍，不過其時他就親自抄寫當時的朝廷詔命及大臣上表，又用父親的舊書籍等資料，將晉孝武帝在位時以至當時的一切大小事項都一一記錄，撰寫了《晉安帝陽秋》。書籍完成後，當時的人都認為王韶之應該去寫史籍，於是就獲著作郎徐廣任命為著作佐郎，助寫晉史及桓玄等人傳記，並續寫《晉安帝陽秋》，一直寫到義熙九年（413年）。後轉尚書祠部郎。
晉孝武帝以來，晉帝都長居內殿，由中書省武官主書與皇帝通訊，其時就由一個內侍掌管詔令和誥命，在西省（中書省）任職，故得名西省郎。此職傅亮和羊徽都曾經擔任，至義熙十一年（415年），劉裕以王韶之博學而且文章好，於是讓他補通直郎，領西省事。後又轉中書侍郎。
義熙十四年（418年），劉裕已圖謀篡位，但因為有預言說「昌明之後有二帝」，劉裕於是意圖殺死晉安帝，另立琅邪王司馬德文為新君，以應預言。王韶之就受命去毒殺安帝。不過由於平時司馬德文長伴安帝左右，連飲食都在一起，王韶之難以下手。不過，王韶之卻等到司馬德文患病出宮的機會，於是就入宮以衣服勒死安帝。司馬德文即位後，王韶之遷黃門侍郎，領著作郎，仍領西省。當時皇帝詔命都由王韶之草擬。
永初元年（420年），劉裕篡晉稱帝，王韶之以本官加驍騎將軍，本郡中正。王韶之寫晉史時，記述了王珣營商謀利及王廞作亂兩件事。王珣之子王弘及王廞之子王華都是當時權貴，王韶之怕他們會誣陷自己，於是聯結了徐羨之及傅亮等人作自己靠山。宋少帝劉義符即位後，王韶之遷侍中，後外任吳興太守。
元嘉三年（426年），徐羨之及傅亮等人被誅殺，王弘則入朝任司徒，領揚州刺史、錄尚書事，擔當宰相。當時王弘雖未和王韶之絕交，但都沒有讓王韶之尚未認識的的弟弟們與其來往。王韶之在吳興郡亦常常怕會被王弘挑剔獲罪，於是一直很勤力辦公，建立起相當優秀的政績，王弘亦沒有因為王韶之直書其父不太光彩的事而公報私仇，於是宋文帝都嘉許二人。王韶之以其政績獲得「良守」的稱許，更獲加秩中二千石。
元嘉十年（433年），王韶之獲徵召入朝任祠部尚書，加給事中，但不久因事免官。元嘉十二年（435年），王韶之再任吳興太守，同年去世，享年五十六歲。

## 性格特徵
- 王韶之好學，早年家貧曾經三日沒吃過東西，但仍然手不釋卷，家人見此就指責道：「困窮如此，何不耕？」想要他去耕作，誰知王韶之答：「我常自耕耳。」後來撰史，因為其擅長敍事，所寫的都得時人很好的評價。亦著有《孝傳》三卷以及文集。
- 王韶之亦作歌辭，宋代宗廟的歌辭都是由王韶之所製作。

## 家庭

### 祖父
- 王羨之，鎮軍將軍掾

### 父
- 王偉之，琅邪國郎中令。曾任烏程令，故王韶之早年居於烏程縣。

### 子女
- 王曄之，太宰祭酒。

### 孫兒
- 王晃，王曄之子，義興太守
- 王昺之，王寶明兄。[4]
- 王寶明，王曄之女，文安皇后。嫁南齊文惠太子蕭長懋。

## 延伸阅读
[在维基数据编辑]
 在维基文库阅读此作者作品
 《宋書·卷60》，出自沈约《宋书》
 《南史·卷24》，出自李延壽《南史》